# Henryk Pychyński
Henryk Pychyński (ur. 29 kwietnia 1924, zm. 2 listopada 1997) – polski działacz państwowy i lekarz, w latach 1981–1984 przewodniczący Prezydium Wojewódzkiej Rady Narodowej we Włocławku.

## Życiorys
Z zawodu lekarz internista. Wieloletni lekarz naczelny uzdrowiska w Ciechocinku, gdzie przepracował ponad 25 lat. Od 1959 do 1960 sekretarz ciechocińskiego oddziału Polskiego Towarzystwa Balneologii, Bioklimatologii i Medycyny Fizykalnej. Należał do Polskiej Zjednoczonej Partii Robotniczej, w 1976 kandydował do Sejmu w okręgu wyborczym nr 67 we Włocławku. Zasiadał w Wojewódzkiej Radzie Narodowej we Włocławku, od czerwca 1981 do czerwca 1984 zajmował stanowisko przewodniczącego jej Prezydium.
Został pochowany na Cmentarzu Komunalnym w Ciechocinku.